# Joseph Heckel
Pour l’article ayant un titre homophone, voir Joseph Eckhel.
Joseph Heckel, né le 7 juillet 1922 à La Walck et mort le 29 mai 2011 à Strasbourg, est un footballeur français. Il est actif dans les années 1940 tout d'abord à La Walck puis au RC Strasbourg de 1945 à 1948.
Il y joue en Division 1 et dispute la finale de la Coupe de France de football 1946-1947 perdue contre le Lille OSC sur le score de 2-0. Le poste de Heckel est attaquant et il est surnommé le « bombardier de La Walck ».
Après sa carrière de footballeur, il est directeur sportif au RC Strasbourg de 1960 à 1962.
Il meurt en mai 2011.

## Biographie
Joseph Charles Heckel naît le 7 juillet 1922 à La Walck, dans le canton de Niederbronn-les-Bains, entre Haguenau et Pfaffenhoffen. Il est le fils de Madeleine, née Kleinclaus (9 mai 1894) et de Joseph Heckel (1891-1977). Il est l'unique garçon d'une fratrie de sept enfants, ce qui le prédestine à reprendre la fabrique de chaussures dirigée par son père. Il entre à l'école de commerce de Strasbourg à 16 ans pour intégrer la « troisième spéciale » qui lui permet de réaliser cette formation en un an. Son diplôme en poche, il entre dans le monde du travail en 1938 et se forme à la fabrication de chaussures.
En 1946, il épouse Alice Kleinclaus, son arrière cousine, avec qui il aura quatre enfants.

## Carrière sportive
Joseph Heckel contribua après guerre au renouveau du Racing Club de Strasbourg aux côtés de quelques grands noms comme Émile Veinante, Oscar Heisserer et Paco Mateo. Il est repéré durant l'été 1945 alors qu'il évolue avec Schweighouse contre les amateurs du Racing. Il démarrera une courte carrière de trois ans comme ailier droit du Racing Club de Strasbourg, également composée de joueurs comme Alphonse Rolland, Frédéric Woehl et, un peu plus tard, Charles Heiné. Cette recomposition qui succède à la Seconde guerre mondiale permet au RCS de réintégrer le rang qui était le sien en 1939 dans une région en grande partie dévastée et largement traumatisée.
Il se souvient être entré au Racing Club de Strasbourg en 1945 « un peu par hasard » car son avenir professionnel était davantage inscrit dans l'usine de chaussures de son père.

## Entreprise familiale de fabrication de chaussures
L'usine familiale de fabrication de chaussures est située à La Walck, elle se transmet de père en fils sur plusieurs générations. Après la seconde guère mondiale Joseph Heckel et son cousin Étienne Heckel s'associent pour reprendre le flambeau. 
Joseph tire profit de sa courte carrière sportive en relevant deux détails qui lui permettront d'améliorer la chaussure de football. En effet il remarque que les joueurs qui démarrent la saison avec des chaussures neuves cassent les bouts durs à l'aide d'un marteau afin d'avoir une meilleure perception de la balle au bout du pied. En outre il observe que les crampons cloutés ne sont pas adaptés à tous les terrains et que les footballeurs se plient à l'exercice de les retirer avec une tenaille à l'occasion de matchs sur terrains secs. Lorsqu'il réintègre l'usine de son père comme technicien commercial, il décide d'élaborer une nouvelle chaussure à bout mou et aux crampons vissés interchangeables. Pour la commercialiser, il s'associe à un autre footballeur avec lequel il s'est lié d'amitié, Oscar Heisserer. C'est ainsi que naît la chaussure 2H qui reprend les initiales de leurs noms respectifs. La marque s'essouffle en 1960 après l'arrivée d'Adidas sur le marché. À cette époque, Joseph Heckel est directeur sportif du Racing, il se lie d'amitié avec Horst Dassler qui vient de racheter deux usines à La Walck et se lance dans la confection de ballons.
Le sport est omniprésent dans ses futures innovations qui permettront à l'usine de surmonter les différentes crises secouant la profession. Les deux cousins se lancent tour à tour dans la chaussure de ski, les premiers après-ski injectés, ainsi que dans les bottes de moto-cross et enduro.    
Plus tard il fait la connaissance d'Henri Bacou, fabricant de chaussures de sécurité, avec qui il s'associe et fait évoluer durablement la production de l'usine en créant sa marque Heckel sécurité en 1970.  